# Don't Damn Me
Don't Damn Me est une chanson du groupe de hard rock américain Guns N' Roses figurant sur leur troisième album Use Your Illusion I.

## Présentation
Dans cette chanson, Axl Rose demande à ses fans de ne pas le critiquer quant à la chanson One in a Million (G N' R Lies).